# Storia dell'introduzione dell'euro
     Zona euro
     UE appartenenti agli AEC II
     UE appartenenti agli AEC II con deroga
     UE non appartenenti agli AEC II
     Non UE che usano bilateralmente l'euro
     Non UE che usano unilateralmente l'euro
L'euro, valuta comune di venti stati membri dell'Unione europea, fu introdotto per la prima volta nel 1999 (come unità di conto virtuale); la sua introduzione sotto forma di denaro contante avvenne per la prima volta nel 2002, in dodici degli allora quindici Stati dell'Unione. Negli anni successivi la valuta è stata progressivamente introdotta da altri stati membri giungendo, nel 2023, a venti stati UE su ventisette (la cosiddetta zona euro) che adottano l'euro come propria valuta legale.

## Parametri di adesione
Le modalità di transizione dalle monete locali all'euro vennero stabilite dalle disposizioni del Trattato di Maastricht del 1992 relative alla creazione dell'Unione economica e monetaria.
Per poter partecipare alla nuova valuta, gli stati membri dovevano rispettare i seguenti criteri, informalmente detti parametri di Maastricht:
- un deficit pari o inferiore al 3% del prodotto interno lordo;
- un rapporto debito/PIL inferiore al 60%;
- un tasso di inflazione che non superi di più di 1,5 punti percentuali quello medio dei tre stati membri a più bassa inflazione;
- tassi d'interesse a lungo termine non superiori di oltre 2 punti percentuali rispetto alla media dei tre stati membri a più bassa inflazione;
- appartenenza per almeno un biennio al Sistema monetario europeo.

Nella fase iniziale di accettazione, vennero compresi anche gli stati membri i cui parametri avevano dimostrato la tendenza a poter rientrare nel medio periodo all'interno dei criteri stabiliti dal Trattato. In particolare, all'Italia e al Belgio fu permesso di adottare subito l'euro anche in presenza di un rapporto debito/PIL largamente superiore al 60%.
Fra i paesi che avevano chiesto l'adesione alla moneta unica sin dal suo esordio, la Grecia era l'unica che non rispettava nessuno dei criteri stabiliti; fu comunque ammessa due anni dopo, il 1º gennaio 2001, e l'introduzione fisica della nuova valuta nel paese avvenne contemporaneamente rispetto agli altri undici paesi, il 1º gennaio 2002.

## Cronologia delle adesioni
L'euro entrò in vigore per la prima volta il 1º gennaio 1999 in undici degli allora quindici stati membri dell'Unione. In quella data fu introdotto per tutte le forme di pagamento non fisiche (ad esempio, i trasferimenti elettronici, i titoli di credito, ecc.), mentre le valute degli stati partecipanti furono bloccate ad no attraverso il metodo della triangolazione: prima sarebbe stata cambiata una valuta all'euro sulla base del suo tasso di cambio fisso, quindi ci sarebbe stata la conversione dall'euro all'altra valuta. In questo modo si evitarono i fenomeni di arbitraggio negli arrotondamenti che sarebbero sorti calcolando i tassi di conversione incrociati fra le valute nazionali.
Ai primi undici stati, il 1º gennaio 2001 si aggiunse la Grecia, che era rientrata nei parametri economici richiesti nel 2000.
L'euro entrò ufficialmente in circolazione in questi dodici Paesi (Italia compresa), sotto forma di monete e banconote, a partire dal 1º gennaio 2002.

### Slovenia (2007)
La Slovenia sostituì il tallero sloveno con l'euro il 1º gennaio 2007.
Il 2 marzo dell'anno precedente fu presentata la richiesta di esame sulla convergenza. Il 16 maggio di quello stesso anno, la Commissione europea, sentito il parere della Banca centrale europea, diede l'autorizzazione per l'introduzione della nuova valuta dal 1º gennaio dell'anno seguente. Il 15 giugno, il Parlamento europeo con 490 voti a favore, sessantatré astensioni e tredici voti contrari approvò la relazione del popolare tedesco Werner Langen esprimente parere favorevole all'adozione dell'euro da parte della Slovenia.
L'11 luglio, quindi, l'Ecofin approvò il Regolamento che consentiva alla Slovenia di poter impiegare l'euro come valuta: il tasso di conversione fisso ed irrevocabile fu fissato a 239,640 SIT.
La moneta unica entrò in circolazione il 1º gennaio dell'anno seguente, mentre il tallero decadde dal corso legale a partire dal 14 gennaio 2007.

### Cipro e Malta (2008)
Cipro e Malta sostituirono la sterlina cipriota e la lira maltese con l'euro il 1º gennaio 2008.
Il 13 febbraio ed il 27 febbraio dell'anno precedente fu presentata richiesta di esame sulla convergenza. Il 16 maggio, quindi, la Commissione europea, su parere dalla Banca centrale europea, diede l'autorizzazione all'introduzione della nuova valuta nei due paesi a partire dal 1º gennaio dell'anno seguente.
Il 20 giugno, il Parlamento europeo approvò con due votazioni separate le relazioni del popolare tedesco Werner Langen sull'adozione dell'euro da parte rispettivamente di Cipro e Malta. In particolare, la prima fu approvata con 585 voti a favore, settantaquattro astensioni e quattordici voti contrari, mentre la seconda fu votata da 610 voti favorevoli, settantaquattro astensioni e dodici voti negativi.
Il 10 luglio, l'Ecofin approvò il Regolamento che concedeva ai due stati membri l'impiego della moneta unica. In questa occasione furono determinati i tassi di conversione rispettivamente a 0,585274 CYP e a 0,4293 MLT..
L'euro fu introdotto fisicamente il 1º gennaio dell'anno seguente. La sterlina cipriota e la lira maltese decaddero dal corso legale a partire dal 31 gennaio.
A Cipro l'euro è impiegato solo nell'area controllata dal governo della Repubblica, nella Sovereign Base Areas di Akrotiri e Dhekelia (sotto la giurisdizione del Regno Unito, fuori dall'UE) e nella United Nations Buffer Zone di Cipro. La de facto Repubblica Turca di Cipro Nord usa la lira turca.

### Slovacchia (2009)
La Slovacchia sostituì la corona slovacca con l'euro il 1º gennaio 2009.
Il 5 aprile dell'anno precedente fu presentata richiesta di esame sulla convergenza. Il 7 maggio la Commissione europea, sentito il parere della Banca centrale europea, diede l'autorizzazione per l'introduzione della nuova valuta a partire dall'anno seguente.
Il 17 giugno, il Parlamento europeo con 579 voti a favore, ottantasei astensioni e diciassette voti contrari approvò la relazione del popolare maltese David Cesa esprimente parere favorevole all'adozione dell'euro da parte della Slovacchia.
L'Ecofin approvò quindi il Regolamento apposito l'8 luglio: il tasso di conversione fisso ed irrevocabile fu fissato a 30,1260 SKK..
La moneta unica entrò quindi in circolazione il 1º gennaio 2009, mentre il corso legale della corona slovacca cessò il 16 gennaio.

### Estonia (2011)
L'Estonia sostituì la corona estone con l'euro il 1º gennaio 2011.
La Commissione europea, sentita la Banca centrale europea espresse parere favorevole il 12 maggio 2010.
Il 16 giugno seguente, il Parlamento europeo approvò con 589 voti a favore, 52 astensioni e 40 voti contrari la relazione che espresse parere favorevole all'adozione dell'euro da parte dello stato baltico a partire dal 1º gennaio dell'anno successivo.
Il Regolamento apposito fu approvato dall'Ecofin il 13 luglio. Di conseguenza si determinò anche il tasso di conversione, pari a 15,6466 EEK.
L'euro entrò in circolazione il 1º gennaio 2011, mentre la corona estone decadde dal corso legale il 16 gennaio 2011.

### Lettonia (2014)
La Lettonia sostituì il lats lettone con l'euro il 1º gennaio 2014.
La Commissione europea, sentita la Banca centrale europea, espresse parere favorevole il 5 giugno 2013.
Il 3 luglio seguente, il Parlamento europeo approvò con 613 si, 67 astenuti e 29 no la relazione che espresse parere favorevole all'adozione dell'euro da parte dello stato baltico a partire dal 1º gennaio dell'anno successivo.
Il Regolamento apposito fu approvato dall'Ecofin il 9 luglio 2013. Di conseguenza si determinò anche il tasso di conversione, pari a 0,702804 LVL.
L'euro entrò in circolazione il 1º gennaio 2014, sostituendo il lats lettone, decaduto dal corso legale il 14 gennaio 2014.

### Lituania (2015)
La Lituania ha sostituito il litas lituano con l'euro il 1º gennaio 2015.
La Commissione europea, sentita la Banca centrale europea, espresse parere favorevole il 23 luglio 2014.
Il 16 luglio il Parlamento europeo approvò, con 545 voti a favore, 34 astensioni e 116 voti contrari, la relazione che espresse parere favorevole all'adozione dell'euro da parte dello stato baltico a partire dal 1º gennaio dell'anno successivo.
Il tasso fisso è pari a 3,45280 LTL.

### Croazia (2023)
La Croazia ha sostituito la kuna croata con l'euro il 1º gennaio 2023.
La Commissione europea, sentita la Banca centrale europea, espresse parere favorevole il 1º giugno 2022.
Il 5 luglio il Parlamento europeo approvò, con 539 voti a favore, 48 astensioni e 45 voti contrari, la relazione che espresse parere favorevole all'adozione dell'euro da parte dello stato ex-jugoslavo a partire dal 1º gennaio dell'anno successivo.
La decisione definitiva da parte del Consiglio dei ministri dell'economia e delle finanze è stata adottata il 12 luglio 2022, una volta trascorso il periodo minimo di due anni di permanenza della kuna croata nel meccanismo di cambio ERM II; gli atti giuridici finali avevano confermato l'introduzione dell'euro a partire dal 1º gennaio 2023 e avevano fissato il tasso irrevocabile di cambio a 7,53450 HRK per 1 euro.

## Tassi di cambio
I tassi di cambio tra le prime undici divise nazionali aderenti all'euro furono determinati dal Consiglio europeo in base ai loro valori sul mercato al 31 dicembre 1998 in modo che un ECU (European Currency Unit, Unità di valuta europea) fosse pari a un euro. Essi non furono stabiliti in una data precedente a causa della composizione particolare dell'ECU, il quale era un'unità di conto che dipendeva da un paniere di valute comprendenti anche quelle che, come la sterlina britannica, non avrebbero fatto parte dell'euro.
| Denominazione         | Valore       | Parità con l'euro | Debutto dell'euro | Fine corso       |
| --------------------- | ------------ | ----------------- | ----------------- | ---------------- |
| Escudo portoghese     | 200,482 PTE  | 31 dicembre 1998  | 1º gennaio 2002   | 28 febbraio 2002 |
| Fiorino olandese      | 2,20371 NLG  | 31 dicembre 1998  | 1º gennaio 2002   | 28 febbraio 2002 |
| Franco belga          | 40,3399 BEF  | 31 dicembre 1998  | 1º gennaio 2002   | 28 febbraio 2002 |
| Franco francese       | 6,55957 FRF  | 31 dicembre 1998  | 1º gennaio 2002   | 17 febbraio 2002 |
| Franco lussemburghese | 40,3399 LUF  | 31 dicembre 1998  | 1º gennaio 2002   | 28 febbraio 2002 |
| Lira italiana         | 1936,27 ITL  | 31 dicembre 1998  | 1º gennaio 2002   | 28 febbraio 2002 |
| Marco tedesco         | 1,95583 DEM  | 31 dicembre 1998  | 1º gennaio 2002   | 31 dicembre 2001 |
| Marco finlandese      | 5,94573 FIM  | 31 dicembre 1998  | 1º gennaio 2002   | 28 febbraio 2002 |
| Peseta spagnola       | 166,386 ESP  | 31 dicembre 1998  | 1º gennaio 2002   | 28 febbraio 2002 |
| Scellino austriaco    | 13,7603 ATS  | 31 dicembre 1998  | 1º gennaio 2002   | 28 febbraio 2002 |
| Sterlina irlandese    | 0,787564 IEP | 31 dicembre 1998  | 1º gennaio 2002   | 9 febbraio 2002  |

La procedura per determinare i tassi di conversione irrevocabili della dracma greca e di tutte le valute confluite successivamente nell'euro - ovvero il tallero sloveno, la lira cipriota, la lira maltese, la corona slovacca, la corona estone, il lats lettone, il litas lituano e la kuna croata - fu differente. L'euro infatti era già in vigore e le valute nazionali appartenevano al regime monetario dello SME-2, per cui i tassi vennero fissati dall'Ecofin circa sei mesi prima dell'introduzione della moneta unica nelle due nazioni (nel caso della Grecia, la dracma rimase come espressione non decimale dell'euro per un anno). Questa procedura verrà adottata anche per le valute delle nazioni dell'Unione europea che non hanno ancora fatto il proprio ingresso nell'area monetaria.
| Denominazione   | Valore       | Parità con l'euro | Debutto dell'euro | Fine corso       |
| --------------- | ------------ | ----------------- | ----------------- | ---------------- |
| Dracma greca    | 340,750 GRD  | 19 giugno 2000    | 1º gennaio 2002   | 28 febbraio 2002 |
| Tallero sloveno | 239,640 SIT  | 11 luglio 2006    | 1º gennaio 2007   | 14 gennaio 2007  |
| Lira cipriota   | 0,585274 CYP | 10 luglio 2007    | 1º gennaio 2008   | 31 gennaio 2008  |
| Lira maltese    | 0,429300 MTL | 10 luglio 2007    | 1º gennaio 2008   | 31 gennaio 2008  |
| Corona slovacca | 30,1260 SKK  | 8 luglio 2008     | 1º gennaio 2009   | 16 gennaio 2009  |
| Corona estone   | 15,6466 EEK  | 13 luglio 2010    | 1º gennaio 2011   | 14 gennaio 2011  |
| Lats lettone    | 0,702804 LVL | 9 luglio 2013     | 1º gennaio 2014   | 14 gennaio 2014  |
| Litas lituano   | 3,45280 LTL  | 23 luglio 2014    | 1º gennaio 2015   | 15 gennaio 2015  |
| Kuna croata     | 7,53450 HRK  | 12 luglio 2022    | 1º gennaio 2023   | 14 gennaio 2023  |
| Lev bulgaro     | 1,95583 BGN  | 8 luglio 2025     | 1º gennaio 2026   | 31 gennaio 2026  |

## Introduzione fisica di banconote e monete

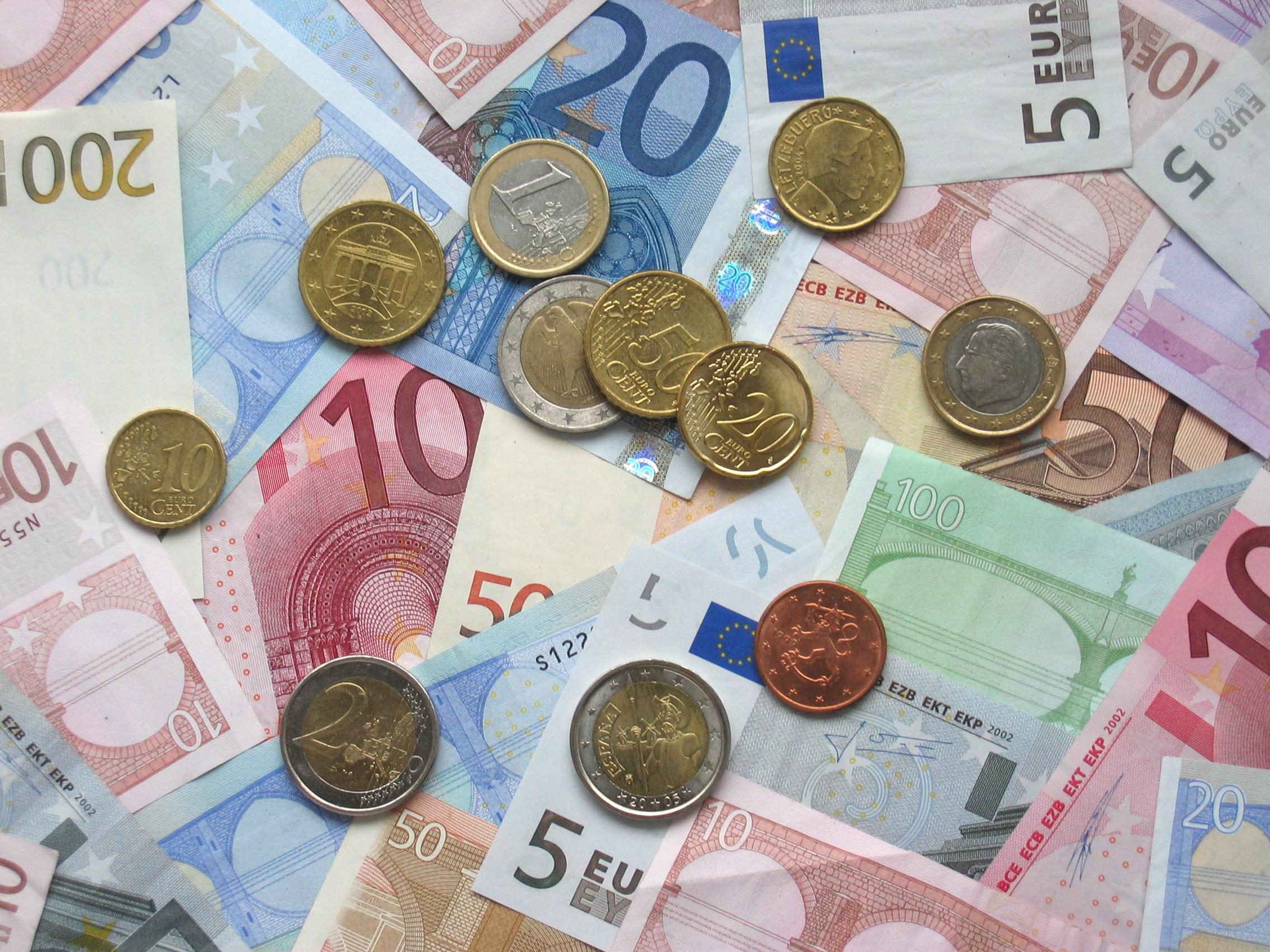
Monete e banconote in euro. Nella foto si vedono monete di Germania, Belgio, Spagna, Finlandia e Lussemburgo.

Le banconote e le monete euro entrarono in circolazione nei primi 12 sistemi monetari aderenti il 1º gennaio 2002. Le vecchie valute coesistettero con la nuova divisa fino al 28 febbraio 2002 (tranne il franco francese, 17 febbraio, e la sterlina irlandese, 9 febbraio), data in cui cessò il loro corso legale e non poterono essere accettate per i pagamenti. Per il marco tedesco, in realtà, il corso legale era cessato il 31 dicembre 2001, ma le sue monete e banconote potevano comunque essere utilizzate durante il periodo di coesistenza. Nonostante non siano più riconosciute legalmente per effettuare dei pagamenti, è stata lasciata la possibilità di convertire le vecchie valute in euro presso le banche centrali nazionali per tempi successivi alla cessazione del corso. I vari paesi membri hanno stabilito diversi periodi in cui è prevista la conversione.
| Nazione                        | Banconote        | Monete           |
| ------------------------------ | ---------------- | ---------------- |
| Austria                        | Nessuna scadenza | Nessuna scadenza |
| Belgio                         | Nessuna scadenza | 31 dicembre 2004 |
| Bulgaria (dal 1° gennaio 2026) | Nessuna scadenza | Nessuna scadenza |
| Croazia                        | Nessuna scadenza | 31 dicembre 2025 |
| Estonia                        | Nessuna scadenza | Nessuna scadenza |
| Germania                       | Nessuna scadenza | Nessuna scadenza |
| Irlanda                        | Nessuna scadenza | Nessuna scadenza |
| Lettonia                       | Nessuna scadenza | Nessuna scadenza |
| Lituania                       | Nessuna scadenza | Nessuna scadenza |
| Lussemburgo                    | Nessuna scadenza | 31 dicembre 2004 |
| Paesi Bassi                    | 1º gennaio 2032  | 1º gennaio 2007  |
| Slovacchia                     | Nessuna scadenza | 2 gennaio 2014   |
| Slovenia                       | Nessuna scadenza | 3 gennaio 2017   |

| Nazione    | Banconote        | Monete           |
| ---------- | ---------------- | ---------------- |
| Cipro      | 31 dicembre 2017 | 31 dicembre 2009 |
| Finlandia  | 29 febbraio 2012 | 29 febbraio 2012 |
| Francia    | 17 febbraio 2012 | 17 febbraio 2005 |
| Grecia     | 1º marzo 2012    | 1º marzo 2004    |
| Italia     | 6 dicembre 2011  | 6 dicembre 2011  |
| Malta      | 31 gennaio 2018  | 1º febbraio 2010 |
| Portogallo | 28 febbraio 2022 | 31 dicembre 2002 |
| Spagna     | 30 giugno 2021   | 30 giugno 2021   |

## Controversie sull'introduzione dell'euro
Nei mesi immediatamente successivi all'introduzione dell'euro come moneta fisica si verificarono delle conversioni dei prezzi di beni e servizi tra valute nazionali e moneta unica a volte distanti da quelle ufficiali. In alcuni mercati italiani, soprattutto in quelli alimentari e dei beni di consumo (in cui si effettuano acquisti di basso valore assoluto), l'impressione è che spesso si sia convertito 1 euro con 1000 lire, riducendo di quasi della metà il valore reale della moneta; tuttavia nello stesso periodo si verificarono violenti fenomeni climatici che compromisero gran parte dei raccolti comportando il conseguente aumento dei prezzi di frutta e verdura che la gente, invece, attribuì all'introduzione dell'euro. In altri, per esempio nel mercato dei servizi pubblici, si assistette all'applicazione di forti arrotondamenti su prezzi e tariffe. In altri ancora, per esempio nel mercato dei beni più durevoli (elettrodomestici, telefonia, hi-tech) si verificò una leggera diminuzione di prezzi.
La differenza tra tasso di conversione ufficiale dell'euro e quello praticato in alcuni mercati sviluppò intricate polemiche. Ci fu chi accusò le autorità monetarie di aver ignorato i meccanismi psicologici di scambio delle valute e quindi di aver creato un inutile aumento indiscriminato del livello generale dei prezzi. Le autorità monetarie si difesero sostenendo che le conversioni fra monete nazionali e euro a cambi diversi da quelli ufficiali furono statisticamente ininfluenti e che, sotto il profilo morale, furono dovuti a speculazione facilitata dalla scarsa trasparenza e dallo scarso controllo dei mercati. In Italia, l'ISTAT confermò che non si ebbero fiammate inflazionistiche, quindi la conversione applicata nella maggior parte delle transazioni sarebbe stata quella determinata ufficialmente dal Consiglio Europeo. Istituti di statistica indipendenti sostennero invece il contrario sulla base di analisi l'attendibilità delle quali fu oggetto di profonde discussioni.
Tra i principali economisti a livello internazionale ve ne sono molti che avanzano, o hanno avanzato in passato, forti riserve sulla bontà dell'introduzione della moneta unica. Tra essi vi sono innanzitutto i premi Nobel Milton Friedman, Amartya Sen, Joseph Stiglitz, Paul Krugman, Christopher Pissarides (inizialmente sostenitore dell'euro) e James Mirrlees. Oltre a essi vi sono Roger Bootle (economista della City di Londra), vincitore nel 2012 del Wolfson Economics Prize per lo studio di fattibilità economica sullo smantellamento della zona euro, Dominick Salvatore (professore alla Fordham University di New York), Rudi Dornbusch (già professore al Massachusetts Institute of Technology), Martin Feldstein (professore alla Università di Harvard).
Il dibattito nei paesi europei sull'opportunità di mantenere l'euro coinvolge politici, economisti, accademici; tra i maggiormente critici, o addirittura contrari, nei confronti dell'adozione dell'euro si hanno gli ex ministri economici Paolo Savona (già professore di economia alla LUISS), Giuseppe Guarino (già professore di giurisprudenza alla Sapienza Università di Roma), Giorgio La Malfa (già professore di economia all'Università di Catania), Vincenzo Scotti,  l'ex commissario europeo Frits Bolkestein, Hans-Olaf Henkel (già presidente della Confindustria Tedesca), e gli economisti Alberto Bagnai (professore di economia all'Università di Pescara), Claudio Borghi Aquilini (professore di economia all'Università Cattolica del Sacro Cuore), Luigi Zingales (professore presso la University of Chicago Booth School of Business), Antoni Soy (professore all'Università di Barcellona), Jean-Pierre Vesperini (professore all'Università di Rouen), Brigitte Granville (professoressa alla Queen Mary University di Londra), Peter Oppenheimer (già professore all'Università di Oxford).